# Cmentarz wojenny nr 400 – Prusy
Cmentarz wojenny nr 400 – Prusy – austriacki cmentarz wojenny z okresu I wojny światowej wybudowany przez Oddział Grobów Wojennych C. i K. Komendantury Wojskowej w Krakowie i znajdujący się na terenie jego okręgu XI Twierdza Kraków.
Leży po lewej stronie drogi wojewódzkiej nr 776 Kraków – Busko-Zdrój, w miejscowości Prusy, obok kościoła parafialnego Matki Bożej Wspomożenia Wiernych.
Jest to grób, w formie niewielkiego sarkofagu, jednego nieznanego austriackiego żołnierza. Brak danych o dacie śmierci i o jednostce w której służył.
Projektował prawdopodobnie Hans Mayr.